# Demetrios Ypsilantis

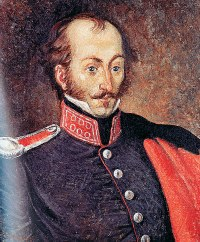
Demetrios Ypsilantis.

Demetrios Ypsilantis (grekiska: Δημήτριος Υψηλάντης), född 1793, död 3 januari 1832, var en grekisk frihetskämpe. Han var bror till Alexandros Ypsilantis.
Ypsilantis ledde 1821 Peloponnesos greker i uppror mot Osmanska riket och blev följande år den lagstiftande församlingens president. Från 1828 till 1830 var han också överbefälhavare varunder han utkämpade den sista striden mot turkarna vid Petra den 24 september 1829. Han störtades emellertid redan 1832. 